# هواشناسی
هواشناسی یا ماتِورولوژی (به انگلیسی: Meteorology) شاخه‌ای از علوم جوی است که شامل ماهیت و فیزیک اتمسفری با هدف تمرکز بر پیش‌بینی وضع هوا است. هواشناسی دانشی است که دربارهٔ شناخت جوّ و هوای اطراف کره زمین به مطالعه و تحقیق می‌پردازد. یکی از مهم‌ترین کارهای هواشناسی اندازه‌گیری مقدار بارندگی است که در ایستگاه‌های باران سنجی بر حسب میلی‌متر انجام می‌شود. مطالعهٔ هواشناسی به هزاران سال پیش برمی‌گردد اما فرآیندهای اصلی در این زمینه تا سدهٔ ۱۸ میلادی انجام نشده بود. در سدهٔ ۱۹ میلادی فرآیندهای نسبتاً کمی در این زمینه پس از شبکه‌های مشاهدهٔ هوا که در محل‌های خارجی ایجاد شده بود، انجام گردید. تلاش‌های اصلی در پیش‌بینی وضع هوا بستگی به اطلاعات و داده‌ها داشت. تا پیش از بیان قوانین فیزیک و مهم‌تر از آن استفاده از کامپیوتر کاری انجام نشده بود. استفاده از کامپیوتر برای حل بسیاری از معادلات برای مدل‌سازی وضع هوا است. در نیمهٔ دوم سدهٔ بیستم پیشرفت‌های مهمی در پیش‌بینی وضعیت هوا به دست آمد.
پدیده‌های هواشناسی، رویدادهای وضع هوای قابل مشاهده هستند که توسط علم هواشناسی توضیح داده می‌شوند. پدیده‌های هواشناسی با تغییرات اتمسفر زمین توضیح و تفسیر می‌شوند: دما، فشار هوا، بخار آب، جریان باد و اختلاف و ارتباط این متغیرها و اینکه در طول زمان چطور تغییر می‌کنند. مقیاس‌های فضایی مختلف برای توصیف و پیش‌بینی وضع هوای محلی، منطقه‌ای و جهانی استفاده می‌شوند.
هواشناسی، اقلیم‌شناسی، فیزیک جوی و شیمی جوی زیر شاخه‌های علوم جوی هستند. هواشناسی و آب‌شناسی با هم حوزهٔ نویی به اسم آب‌وهواشناسی به وجود می‌آورند. تعامل‌های بین جو زمین و اقیانوس‌ها بخشی از سیستم جو اقیانوسی است. هواشناسی در حوزه‌های مختلفی مثل ارتش، تولید انرژی، حمل‌ونقل، کشاورزی و ساخت‌وساز کاربرد دارد. واژهٔ هواشناسی در انگلیسی (meteorology) ریشهٔ یونانی دارد و به‌معنی بسیار بالا در آسمان و مطالعهٔ اشیای موجود در هوا است.

## ریشه لغوی
یونانیان واژه متیورولوگیا را، برگرفته از کلمه «متیوروس»، به معنی اشیای معلق در آزمایش‌های مربوط به هوا، به اضافه «لوگوس» که به خطابه یا درس ترجمه شده است، برای این علم بکار برده‌اند. لیکن، امروزه مطالعه جو زمین چنان به رشته‌های تخصصی تقسیم شده است که واژه فراگیر متئورولوژی (هواشناسی) که از یونانیان باستان بر جای مانده است، هیچ‌کس را ارضا نمی‌کند. از اینرو، برای مطالعه بخشی از جو که در آن یونش و گسست مهم است و روی هم رفته بالاتر از ارتفاع حدود ۳۵Km قرار دارد، واژه آیرونومی (نزدیک جو بالا) را بکار می‌برند، در حالی که برخی، به عنوان نامی فراگیر، علم (یا علوم) جو را می‌پسندند.
دانشمند ایرانی سده پنجم هجری، ابوحاتم اسماعیل اسفزاری خراسانی برای نخستین بار در جهان پدیده‌های جوی و هواشناسی را به زبان فارسی در کتاب خود به نام آثار علوی گردآوری نموده است.

## نگاه اجمالی

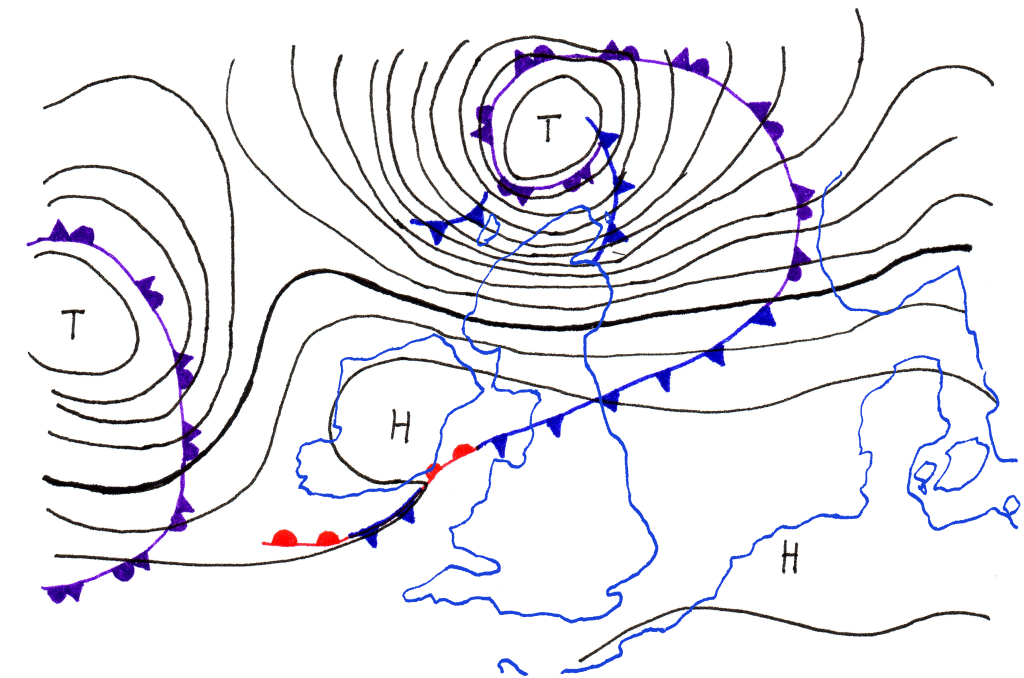
یک نقشه ایزوبار از جزایر بریتانیا

مطالعه و پژوهش دربارهٔ تمامی جنبه‌های جو زمین که به‌طور تفصیلی از سطح زمین تا سطح بالایی جو را در بر می‌گیرد، امروزه تحت عنوان علوم جوی نامیده می‌شود. واژه قدیمی و مصطلح‌تر هواشناسی مطالعه سطوح پایانی جو را، که دارای تغییرات دائمی است، شامل می‌شود. بشر از ابتدای خلقت به دلیل تماس نزدیک با طبیعت و مشاهده عینی پدیده‌های جوی همواره نسبت به کشف این پدیده‌ها کنجکاوی نشان داده است. اولین تجربه عینی پدیده‌های جوی شاید مشاهده رعد و برق و آتش گرفتن جنگل‌ها بوده که بعدها به کشف آتش منجر شده است. همچنین اولین کوشش انسان برای تهیه غذا و کشاورزی نیز همراه با دیده‌بانی هوا بوده است.
هواشناسی شاخه‌ای تخصصی از فیزیک پیشرفته است که از ابزارهای ریاضی پیچیده‌ای بهره می‌گیرد و بر همه علوم فیزیک تکیه‌ای استوار دارد. هواشناسی بیش از همه با نظریه تابش الکترومغناطیسی، ترمودینامیک، مکانیک کلاسیک، فیزیک شاره‌ها، شیمی فیزیک و نظریه لایه مرزی سر و کار دارد. اگر جو زیرین نیز در آن گنجانده شود، فیزیک خورشید، طیف‌شناسی، فیزیک پلاسما، یونش، فیزیک ذرات بنیادی، پدیده‌های اشعه ایکس، نور شناخت، فیزیک پرتوی کیهانی، پدیده‌های برانگیزش، الکترودینامیک، مگنتو هیدرودینامیک، انتشار رادیویی و سایر فرایندهای مربوطه را نیز باید فرا گرفت.

## تفاوت‌های هواشناسی و اقلیم‌شناسی (آب و هواشناسی)

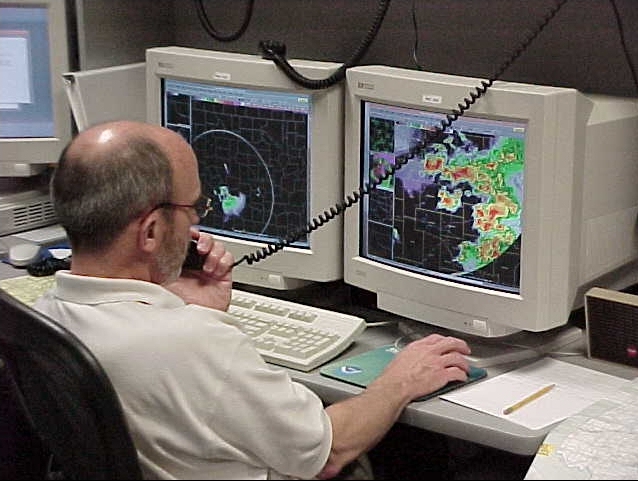
یک هواشناس در حال کار در اکلاهما

اگر چه موضوع مطالعه هواشناسی و اقلیم‌شناسی، اتمسفر (هواسپهر) است، ولی هر کدام با نگرشی متفاوت آن را بررسی می‌کنند:
- هواشناسی، هوا را و اقلیم‌شناسی، اقلیم (آب‌وهوا) را شناسایی و تبیین می‌کند.
- هواشناسی وضعیت جوی را به‌طور عام و برای یک لحظه بررسی می‌کند؛ اما، اقلیم‌شناسی تیپ هوای غالب یک مکان معین را در دوره طولانی مطالعه و تفاوت‌های اقلیمی مکان‌ها را کشف می‌کند.
- هدف هواشناسی شناخت مطلق و عام اتمسفر و تغییرات آن (هوا) است؛ ولی در اقلیم‌شناسی سعی می‌شود با شناخت اقلیم هر منطقه، تأثیرهای اقلیم آن بر روی فعالیت‌های انسانی مشخص شود.
- هواشناس وضع هوا را در کوتاه مدت پیش‌بینی می‌کند؛ اما، اقلیم‌شناس بر اساس عوامل به‌وجود آورنده اقلیم، پدید آمدن آب و هوای خاصی را در مکانی خاص و با توجه به تأثیر آن در زندگی انسان‌ها، پیش‌بینی می‌کند.[۱۹]
- ابزار شناسایی و توجیه هواشناس، اصول و قوانین و مدل‌های فیزیکی و دینامیکی است. اما ابزار اقلیم‌شناس، علاوه بر اصول علم هواشناسی، اصول و مفاهیم جغرافیایی نیز هست.[۲۰]

## تاریخچه
اولین بار ادموند هالی به سال ۱۶۸۸ اسنادی را در زمینه پدیده‌های جوی و نقشه‌های مربوطه به بادهای متواتر در سطح اقیانوسها، برای بخشی از سطح زمین منتشر می‌کند و در سال ۱۸۴۰ هوری نقشه بادهای اقیانوس‌ها را ترسیم و توان و جهت وزش آن‌ها را مشخص می‌سازد و بدین ترتیب در رفع نیاز دریانوردی گامی برداشته می‌شود.
نخستین اندیشمندی که رویدادهای هواشناسی را مدون و طبقه‌بندی نمود و او را باید، به‌حق، پدر دانش هواشناسی نامید، دانشمند ایرانی سده پنجم هجری، ابوحاتم اسماعیل اسفزاری خراسانی است که برای نخستین بار در جهان پدیده‌های جوی و هواشناسی را به زبان فارسی در کتاب خود به نام آثار علوی (به معنای واژه Meteorology)، گردآوری نموده است.

### سیر تحولی و رشد
در اواخر قرن نوزدهم مطالعات جوشناسی در سطح زمین به ویژه در زمینه اندازه‌گیری باران‌ها توسعه پیدا می‌کند و از سال ۱۹۱۶ مطالعه پدیده‌های جوی در زمینه پیش‌بینی هوا شکل می‌یابد و این بررسی‌ها بر مبنای ویژگی‌های سیستماتیک صورت می‌گیرد. در سال‌های بعد، توسعه هوانوردی پیش‌بینی‌های دقیق‌تری را در وسعت گسترده‌ای ایجاب می‌کند و آگاهی هوانوردان از حالت‌های احتمالی آزمایش‌های مربوط به هوا در ناحیه معین و برای یک لحظه از زمان الزامی می‌نماید و به منظور رفع همین نیاز هست که در پاره‌ای از نقاط دنیا سازمان‌های هواشناسی به‌وجود می‌آید.
به تدریج به موازات توسعه شناسایی‌های علمی، برای بهره‌گیری منطقی از منابع اقتصادی زمین به آگاهی‌های بیشتری از پدیده‌های جوی احساس نیز می‌شود. به گونه‌ای که برای شناخت قدرت هیدرولیکی ناهمواری‌ها و «نفت سفید» کوهستان‌ها به عنوان منبع زایش آب‌ها، تعیین حجم متوسط آب رودخانه‌ها در رابطه با نوسان میزان بارندگی سالانه حوضه‌ها مورد توجه قرار می‌گیرد. همچنین پیشرفت علم کشاورزی به منظور کاشت و برداشت محصولات کشاورزی، مهندسین زراعی را به کسب اطلاعاتی در زمینه آب و هواشناسی وامی‌دارد و همین نیاز به عنوان انگیزه دیگری در پیشرفت تحقیقات اقلیم‌شناسی مؤثر می‌افتد.

### هواشناسی در ایران
هواشناسی به مفهوم امروزی علمی نوپا در کشور ایران است. اولین اطلاعات هواشناسی در ایران مربوط به ایستگاه‌هایی در سفارت‌خانه‌های کشورهای اروپایی بوده است. با توجه به نیازهای روزافزون امور هواپیمایی و کشاورزی و آب‌شناسی ساختارهای جدید ایستگاه‌های هواشناسی در اوایل دهه سی شمسی در ایران ایجاد شد که از جمله آن‌ها ایستگاه‌های جمع‌آوری اطلاعات هواشناسی زیر نظر بنگاه توسعه کشاورزی آن دوران می‌باشد. بعدها سازمان هواشناسی به‌عنوان قسمتی از وزارت جنگ به کار جمع‌آوری و ارائه خدمات هواشناسی می‌پرداخت و بعد از انقلاب سال ۱۳۵۷ زیر نظر وزارت راه و ترابری قرار گرفت. محمدحسن گنجی و محمود حسابی از پیشکسوتان هواشناسی ایران هستند. همچنین مهدی بازرگان نیز تألیفاتی در زمینه هواشناسی دارند. دانشمندان بزرگ ایرانی در کتاب‌های خود به موضوع هواشناسی پرداخته‌اند. ابوریحان بیرونی در کتاب آثار الباقیه، ابوعلی سینا در کتاب دانشنامه علائی بخش طبیعیات، اسفزاری خراسانی در کتاب آثار علوی، شهمردان بن ابالخیر رازی در نزهت نامه علائی.